# Cram Motorsport
Cram Motorsport est une écurie automobile fondée en 1994 à Erba en Italie, à partir du département course de Tatuus. L'écurie a participé à plusieurs compétitions, dont la Formule Alfa Boxer, la Formule Renault 2000, le Championnat d'Allemagne de Formule 3, la Formule Master, la Formule Renault World Series, la Formula Abarth, la Porsche Carrera Cup, la Formule Renault 2.0 et le championnat de Formule 4 . L'entreprise rejoint les Winter Series en 2024.

## Parcours en compétition
| Championnats récents                  | Championnats récents            |
| ------------------------------------- | ------------------------------- |
| Championnat d'Italie de Formule 4     | 2014, 2016–2022, 2024–present   |
| Championnat d'Espagne de Formule 4    | 2022–present                    |
| Championnat d'Euro 4                  | 2023–present                    |
| Formula Winter Series                 | 2024–present                    |
| Anciennes compétitions                |                                 |
| Eurocup Formula Renault 2.0           | 1996–2007, 2010–2011, 2015–2016 |
| Formule Renault 2.0 Italie            | 2000–2009                       |
| Championnat d'Allemagne de Formule 3  | 2001                            |
| Formula Renault 3.5 Series            | 2005–2007                       |
| International Formula Master          | 2007–2009                       |
| Formule Renault 2.0 Alps              | 2008–2009, 2011–2012, 2014–2015 |
| Formula Renault 2.0 UK Championship   | 2010                            |
| Formula Renault Northern European Cup | 2010–2011, 2016, 2018           |
| Formula Abarth                        | 2010–2013                       |
| Porsche Carrera Cup Italie            | 2012                            |
| Formula 4 UAE Championship            | 2017–2019, 2021–2023            |
| ADAC Formula 4                        | 2019                            |
| Championnat d'Italie de GT            | 2020                            |

## Championnats récents

### Championnat d'Espagne de Formule 4
| Saison | Voiture        | Pilote              | courses | victoires | Poles | M/T | Points | classement | constructeur |
| ------ | -------------- | ------------------- | ------- | --------- | ----- | --- | ------ | ---------- | ------------ |
| 2022   | Tatuus F4-T421 | Ricardo Escotto     | 17      | 0         | 0     | 0   | 4      | 22nd       | 9e           |
| 2022   | Tatuus F4-T421 | Anshul Gandhi       | 12      | 0         | 0     | 0   | 0      | 28th       | 9e           |
| 2022   | Tatuus F4-T421 | Nelson Neto         | 3       | 0         | 0     | 0   | 0      | 33rd       | 9e           |
| 2022   | Tatuus F4-T421 | Gianmarco Pradel    | 3       | 0         | 0     | 0   | 0      | NC         | 9e           |
| 2022   | Tatuus F4-T421 | Francisco Soldavini | 3       | 0         | 0     | 0   | 0      | NC         | 9e           |
| 2023   | Tatuus F4-T421 | Flavio Olivieri     | 21      | 0         | 0     | 0   | 3      | 22nd       | 10e          |
| 2023   | Tatuus F4-T421 | Kai Daryanani       | 9       | 0         | 0     | 0   | 0      | 35th       | 10e          |
| 2023   | Tatuus F4-T421 | Alessandro Silvaggi | 3       | 0         | 0     | 0   | 0      | 38th       | 10e          |
| 2023   | Tatuus F4-T421 | Filippo Fiorentino  | 6       | 0         | 0     | 0   | 0      | NC         | 10e          |
| 2023   | Tatuus F4-T421 | Gabriel Gomez       | 3       | 0         | 0     | 0   | 0      | NC         | 10e          |
| 2024   | Tatuus F4-T421 | Ádám Hideg          | 21      | 0         | 0     | 0   | 14     | 17th       | 8e           |
| 2024   | Tatuus F4-T421 | Filippo Fiorentino  | 18      | 0         | 0     | 0   | 0      | 34th       | 8e           |
| 2025   | Tatuus F4-T421 | Aiva Anagnostiadis  | 0       | 0         | 0     | 0   | 0      |            |              |
| 2025   | Tatuus F4-T421 | Plamen Balchev      | 0       | 0         | 0     | 0   | 0      |            |              |

### Championnat d'Euro 4
| saison | voiture        | pilote          | course | victoires | Poles | M/T | Points | classement | Constructeur |
| ------ | -------------- | --------------- | ------ | --------- | ----- | --- | ------ | ---------- | ------------ |
| 2023   | Tatuus F4-T421 | Kai Daryanani   | 3      | 0         | 0     | 0   | 0      | 27e        | 8e           |
| 2023   | Tatuus F4-T421 | Flavio Olivieri | 3      | 0         | 0     | 0   | 0      | 34e        | 8e           |
| 2024   | Tatuus F4-T421 | Kai Daryanani   | 3      | 0         | 0     | 0   | 0      | 33e        | 11e          |

### Formula Winter Series
| saison | voiture        | pilotes                  | courses | victoires | Poles | M/T | Points | classement | constructeur |
| ------ | -------------- | ------------------------ | ------- | --------- | ----- | --- | ------ | ---------- | ------------ |
| 2024   | Tatuus F4-T421 | Flavio Olivieri          | 11      | 0         | 0     | 0   | 8      | 23e        | 8e           |
| 2024   | Tatuus F4-T421 | Filippo Fiorentino       | 11      | 0         | 0     | 0   | 0      | 34e        | 8e           |
| 2025   | Tatuus F4-T421 | Elia Weiss               | 6       | 0         | 0     | 0   | 0      | 29e        | 9e           |
| 2025   | Tatuus F4-T421 | Aiva Anagnostiadis       | 3       | 0         | 0     | 0   | 0      | 42e        | 9e           |
| 2025   | Tatuus F4-T421 | Aleksander Ruta          | 9       | 0         | 0     | 0   | 1      | 20e        | 9e           |
| 2025   | Tatuus F4-T421 | Ricardo Miranda Baptista | 3       | 0         | 0     | 0   | 0      | 43e        | 9e           |

### Championnat d'Italie de Formule 4
| Saison | voitures       | Pilotes              | course | victoires | Poles | M/T | Points | classement | Constructeur |
| ------ | -------------- | -------------------- | ------ | --------- | ----- | --- | ------ | ---------- | ------------ |
| 2014   | Tatuus F4-T014 | Mattia Drudi         | 21     | 4         | 1     | 5   | 237    | 2e         | 8e           |
| 2014   | Tatuus F4-T014 | Edi Haxhiu           | 21     | 0         | 0     | 0   | 32     | 14e        | 8e           |
| 2014   | Tatuus F4-T014 | Robert Shwartzman    | 6      | 0         | 0     | 0   | 26     | 16th       | 8e           |
| 2014   | Tatuus F4-T014 | Max Defourny         | 3      | 0         | 0     | 0   | 9      | 20th       | 8e           |
| 2014   | Tatuus F4-T014 | Giovanni Altoè       | 15     | 0         | 0     | 0   | 1      | 24th       | 8e           |
| 2016   | Tatuus F4-T014 | Leonard Hoogenboom   | 21     | 0         | 0     | 0   | 20     | 23rd       | 12th         |
| 2016   | Tatuus F4-T014 | Manuel Maldonado     | 19     | 0         | 0     | 0   | 0      | 36th       | 12th         |
| 2016   | Tatuus F4-T014 | Aleksandr Vartanyan  | 3      | 0         | 0     | 0   | 0      | 39th       | 12th         |
| 2016   | Tatuus F4-T014 | Ahmad Al-Muhanadi    | 3      | 0         | 0     | 0   | 0      | 43e        | 12th         |
| 2017   | Tatuus F4-T014 | Tom Beckhäuser       | 15     | 0         | 0     | 0   | 0      | 16th       | 7th          |
| 2017   | Tatuus F4-T014 | Andrea Dell Accio    | 21     | 0         | 0     | 0   | 0      | 17th       | 7th          |
| 2017   | Tatuus F4-T014 | Leonard Hoogenboom   | 6      | 0         | 0     | 0   | 5      | NC         | 7th          |
| 2017   | Tatuus F4-T014 | Mariano Lavigna      | 3      | 0         | 0     | 0   | 0      | NC         | 7th          |
| 2017   | Tatuus F4-T014 | Christian Cobellini  | 3      | 0         | 0     | 0   | 0      | NC         | 7th          |
| 2018   | Tatuus F4-T014 | Umberto Laganella    | 20     | 0         | 0     | 0   | 33     | 15th       | 8e           |
| 2018   | Tatuus F4-T014 | Ilya Morozov         | 18     | 0         | 0     | 0   | 15     | 19th       | 8e           |
| 2018   | Tatuus F4-T014 | Daniel Vebster       | 6      | 0         | 0     | 0   | 0      | 32nd       | 8e           |
| 2018   | Tatuus F4-T014 | Andrea Dell Accio    | 21     | 0         | 0     | 0   | 0      | 35th       | 8e           |
| 2018   | Tatuus F4-T014 | Emilio Cipriani      | 21     | 0         | 0     | 0   | 0      | 36th       | 8e           |
| 2018   | Tatuus F4-T014 | Francesco Garisto    | 6      | 0         | 0     | 0   | 0      | 44th       | 8e           |
| 2019   | Tatuus F4-T014 | Roee Meyuhas         | 21     | 0         | 0     | 0   | 15     | 20th       | 10e          |
| 2019   | Tatuus F4-T014 | Francesco Simonazzi  | 12     | 0         | 0     | 0   | 4      | 22nd       | 10e          |
| 2019   | Tatuus F4-T014 | Daniel Vebster       | 20     | 0         | 0     | 0   | 0      | 27e        | 10e          |
| 2019   | Tatuus F4-T014 | Emilio Cipriani      | 21     | 0         | 0     | 1   | 0      | 30th       | 10e          |
| 2019   | Tatuus F4-T014 | Zezinho Muggiati     | 3      | 0         | 0     | 0   | 0      | 39th       | 10e          |
| 2020   | Tatuus F4-T014 | Andrea Rosso         | 19     | 3         | 1     | 1   | 172    | 5e         | 4e           |
| 2020   | Tatuus F4-T014 | Mateusz Kaprzyk      | 12     | 0         | 0     | 0   | 12     | 18th       | 4e           |
| 2020   | Tatuus F4-T014 | Nicolás Baptiste     | 5      | 0         | 0     | 0   | 1      | 27e        | 4e           |
| 2020   | Tatuus F4-T014 | Georgis Markogiannis | 6      | 0         | 0     | 0   | 0      | 32nd       | 4e           |
| 2020   | Tatuus F4-T014 | Vittorio Catino      | 8      | 0         | 0     | 0   | 0      | 34th       | 4e           |
| 2021   | Tatuus F4-T014 | Nicolás Baptiste     | 21     | 0         | 0     | 0   | 14     | 25e        | 10e          |
| 2021   | Tatuus F4-T014 | Vittorio Catino      | 9      | 0         | 0     | 0   | 2      | 30th       | 10e          |
| 2021   | Tatuus F4-T014 | Georgis Markogiannis | 15     | 0         | 0     | 0   | 0      | 38th       | 10e          |
| 2021   | Tatuus F4-T014 | Marcos Flack         | 3      | 0         | 0     | 0   | 0      | 42nd       | 10e          |
| 2021   | Tatuus F4-T014 | Rocco Mazzola        | 3      | 0         | 0     | 0   | 0      | 43e        | 10e          |
| 2021   | Tatuus F4-T014 | Suleiman Zanfari     | 3      | 0         | 0     | 0   | 0      | 44e        | 10e          |
| 2022   | Tatuus F4-T421 | Georgis Markogiannis | 14     | 0         | 0     | 0   | 0      | 38th       | 13th         |
| 2022   | Tatuus F4-T421 | Ricardo Escotto      | 6      | 0         | 0     | 0   | 0      | 47th       | 13th         |
| 2022   | Tatuus F4-T421 | Nelson Neto          | 3      | 0         | 0     | 0   | 0      | 53rd       | 13th         |
| 2022   | Tatuus F4-T421 | Nicholas Monteiro    | 6      | 0         | 0     | 0   | 0      | 54th       | 13th         |
| 2024   | Tatuus F4-T421 | Kai Daryanani        | 12     | 0         | 0     | 0   | 0      | 31st       | 10e          |
| 2024   | Tatuus F4-T421 | Filippo Fiorentino   | 9      | 0         | 0     | 0   | 0      | 36th       | 10e          |
| 2024   | Tatuus F4-T421 | Francisco Macedo     | 3      | 0         | 0     | 0   | 0      | 43e        | 10e          |
| 2025   | Tatuus F4-T421 | Aleksander Ruta      |        |           |       |     |        |            |              |
| 2025   | Tatuus F4-T421 | Elia Weiss           |        |           |       |     |        |            |              |

## Anciennes compétitions

### Eurocup Formula Renault 2.0
| saison                            | voiture                      | No.                          | pilotes                      | course                       | victoires                    | Poles                        | M/T                          | Points                       | Classement                   |
| Formule Renault 2000 Eurocup      | Formule Renault 2000 Eurocup | Formule Renault 2000 Eurocup | Formule Renault 2000 Eurocup | Formule Renault 2000 Eurocup | Formule Renault 2000 Eurocup | Formule Renault 2000 Eurocup | Formule Renault 2000 Eurocup | Formule Renault 2000 Eurocup | Formule Renault 2000 Eurocup |
| --------------------------------- | ---------------------------- | ---------------------------- | ---------------------------- | ---------------------------- | ---------------------------- | ---------------------------- | ---------------------------- | ---------------------------- | ---------------------------- |
| 2000                              | Tatuus                       | N/A                          | Felipe Massa                 | 10                           | 3                            | 0                            | 2                            | 140                          | 1er                          |
| 2000                              | Tatuus                       | N/A                          | Augusto Farfus               | 10                           | 0                            | 0                            | 0                            | 10                           | 20e                          |
| 2001                              | Tatuus                       | 5                            | Ronnie Quintarelli           | 5                            | 1                            | 1                            | 2                            | 66                           | 7e                           |
| 2001                              | Tatuus                       | 21                           | Paulo Bueno                  | 5                            | 0                            | 0                            | 0                            | 0                            | 39e                          |
| 2001                              | Tatuus                       | 31                           | Fausto Ippoliti              | 7                            | 0                            | 0                            | 0                            | 10                           | 22e                          |
| 2001                              | Tatuus                       | 43                           | Alessandro Vitacolonna       | 6                            | 0                            | 0                            | 0                            | 22                           | 18e                          |
| 2001                              | Tatuus                       | 63                           | Sean Murphey                 | 3                            | 0                            | 0                            | 0                            | 0                            | 57e                          |
| 2001                              | Tatuus                       | 69                           | Marco Bonanomi               | 4                            | 0                            | 0                            | 0                            | 0                            | 43e                          |
| 2001                              | Tatuus                       | 86                           | Jérôme Thiry                 | 1                            | 0                            | 0                            | 0                            | 0                            | 45e                          |
| 2002                              | Tatuus                       | 14                           | Lourenco da Veiga            | 9                            | 0                            | 0                            | 0                            | 2                            | 27e                          |
| 2002                              | Tatuus                       | 35                           | Damien Pasini                | 9                            | 0                            | 0                            | 0                            | 6                            | 23e                          |
| 2002                              | Tatuus                       | 43                           | Roberto Streit               | 9                            | 0                            | 0                            | 0                            | 58                           | 9e                           |
| 2002                              | Tatuus                       | 58                           | José María López             | 6                            | 1                            | 1                            | 0                            | 100                          | 4e                           |
| 2003                              | Tatuus                       | 18                           | Marcello Puglisi             | 6                            | 0                            | 0                            | 0                            | 0                            | 44e                          |
| 2003                              | Tatuus                       | 19                           | Esteban Guerrieri            | 8                            | 3                            | 3                            | 2                            | 124                          | 1er                          |
| 2003                              | Tatuus                       | 20                           | Pastor Maldonado             | 8                            | 0                            | 0                            | 0                            | 0                            | 28e                          |
| 2004                              | Tatuus                       | 1                            | Marcello Thomaz              | 6                            | 0                            | 0                            | 0                            | 8                            | 25e                          |
| 2004                              | Tatuus                       | 2                            | Salvador Durán               | 16                           | 0                            | 0                            | 0                            | 20                           | 18e                          |
| 2004                              | Tatuus                       | 3                            | Pastor Maldonado             | 16                           | 2                            | 0                            | 1                            | 132                          | 8e                           |
| 2004                              | Tatuus                       | 27                           | Davide Valsecchi             | 12                           | 0                            | 0                            | 0                            | 2                            | 29e                          |
| Eurocup Formula Renault 2.0       |                              |                              |                              |                              |                              |                              |                              |                              |                              |
| 2005                              | Tatuus                       | 21                           | Tom Dillmann†                | 4                            | 0                            | 0                            | 0                            | 0                            | N.C.                         |
| 2005                              | Tatuus                       | 26                           | Reinhard Kofler              | 4                            | 0                            | 0                            | 0                            | 25                           | 14e                          |
| 2005                              | Tatuus                       | 27                           | Daniel Serra                 | 16                           | 0                            | 0                            | 0                            | 17                           | 17e                          |
| 2005                              | Tatuus                       | 62                           | Ben Hanley                   | 2                            | 0                            | 0                            | 0                            | 0                            | N.C.                         |
| 2005                              | Tatuus                       | 66                           | Giancarlo Serenelli          | 4                            | 0                            | 0                            | 0                            | 0                            | N.C.                         |
| 2006                              | Tatuus                       | 15                           | Jaime Alguersuari            |                              |                              |                              |                              |                              |                              |
| 2006                              | Tatuus                       | 16                           | Edoardo Piscopo              |                              |                              |                              |                              |                              |                              |
| 2006                              | Tatuus                       | 17                           | Adrian Zaugg                 |                              |                              |                              |                              |                              |                              |
| 2006                              | Tatuus                       | 17                           | Stefano Coletti              |                              |                              |                              |                              |                              |                              |
| 2006                              | Tatuus                       | 17                           | Oliver Oakes                 |                              |                              |                              |                              |                              |                              |
| 2007                              | Tatuus                       | 20                           | Nicola Zonzini               |                              |                              |                              |                              |                              |                              |
| 2007                              | Tatuus                       | 20                           | Sergio Campana               |                              |                              |                              |                              |                              |                              |
| 2007                              | Tatuus                       | 21                           | Daniel Zampieri              |                              |                              |                              |                              |                              |                              |
| 2007                              | Tatuus                       | 22                           | Giovanni Nava                |                              |                              |                              |                              |                              |                              |
| 2007                              | Tatuus                       | 22                           | Frederico Muggia             |                              |                              |                              |                              |                              |                              |
| 2007                              | Tatuus                       | 22                           | Pierre Combot                |                              |                              |                              |                              |                              |                              |
| Non participation en 2008 et 2009 |                              |                              |                              |                              |                              |                              |                              |                              |                              |
| 2010                              | Tatuus                       | 16                           | Henrique Martins             |                              |                              |                              |                              |                              |                              |
| 2010                              | Tatuus                       | 16                           | Pedro Quesada                |                              |                              |                              |                              |                              |                              |
| 2010                              | Tatuus                       | 17                           | André Negrão                 |                              |                              |                              |                              |                              |                              |
| 2011                              | Tatuus                       | 22                           | Henrique Martins             |                              |                              |                              |                              |                              |                              |
| 2011                              | Tatuus                       | 23                           | Denis Nagulin                |                              |                              |                              |                              |                              |                              |
| 2011                              | Tatuus                       | 77                           | Giorgio Roda                 |                              |                              |                              |                              |                              |                              |
| 2012-2015 : pas de participation  |                              |                              |                              |                              |                              |                              |                              |                              |                              |
| 2016                              | Tatuus                       | 30                           | Rodrigo Pflucker             |                              |                              |                              |                              |                              |                              |
| 2016                              | Tatuus                       | 31                           | David Richert                |                              |                              |                              |                              |                              |                              |
| 2016                              | Tatuus                       | 31                           | Antoni Ptak Jr.              |                              |                              |                              |                              |                              |                              |

†: Résultats partagés avec Prema Powerteam

### Championnat d'Italie de GT - GT4 Am
| saison | voiture                          | No. | pilotes                            | course | victoires | Poles | M/T | Points | Classement |
| ------ | -------------------------------- | --- | ---------------------------------- | ------ | --------- | ----- | --- | ------ | ---------- |
| 2020   | Porsche 718 Cayman GT4 Clubsport | 299 | Daniel Vebster Giancomo Riva       | 8      | 2         | 0     | 0   | 97     | 1er        |
| 2020   | Porsche 718 Cayman GT4 Clubsport | 297 | Christian de Kant Francesco Fenici | 2      | 0         | 0     | 0   | 27     | 7e         |
| 2020   | Porsche 718 Cayman GT4 Clubsport | 297 | Ariano Pan Matteo Arrigosi         | 2      | 0         | 0     | 0   | 18     | 8e         |

### Championnat de Formule 4 UAE
| Saison  | Voiture        | Pilotes          | course | victoires | Poles | M/T | Points | Classement | Constructeur |
| ------- | -------------- | ---------------- | ------ | --------- | ----- | --- | ------ | ---------- | ------------ |
| 2017-18 | Tatuus F4-T014 | Tom Beckhäuser   | 22     | 1         | 1     | 0   | 262    | 3e         | 4e           |
| 2019    | Tatuus F4-T014 | Filip Kaminiarz  | 20     | 0         | 0     | 0   | 102    | 9e         | 4e           |
| 2021    | Tatuus F4-T014 | Enzo Trulli      | 19     | 4         | 0     | 5   | 319    | 1er        | 2e           |
| 2021    | Tatuus F4-T014 | Enzo Scionti     | 20     | 0         | 0     | 0   | 43     | 13e        | 2e           |
| 2022    | Tatuus F4-T421 | Ricardo Escotto  | 20     | 0         | 0     | 0   | 0      | 25e        | 10e          |
| 2022    | Tatuus F4-T421 | Anshul Gandhi    | 20     | 0         | 0     | 0   | 0      | 32e        | 10e          |
| 2023    | Tatuus F4-T421 | Sebastian Murray | 15     | 0         | 0     | 0   | 0      | 30e        | 13e          |
| 2023    | Tatuus F4-T421 | Flavio Olivieri  | 15     | 0         | 0     | 0   | 0      | 38e        | 13e          |

### Formule Renault 2.0 Italie
| saison                      | No.                         | pilotes                     | Courses                     | victoires                   | Poles                       | M/T                         | Points                      | Classement                  |
| Formule Renault 2000 Italie | Formule Renault 2000 Italie | Formule Renault 2000 Italie | Formule Renault 2000 Italie | Formule Renault 2000 Italie | Formule Renault 2000 Italie | Formule Renault 2000 Italie | Formule Renault 2000 Italie | Formule Renault 2000 Italie |
| --------------------------- | --------------------------- | --------------------------- | --------------------------- | --------------------------- | --------------------------- | --------------------------- | --------------------------- | --------------------------- |
| 2000                        | 91                          | Felipe Massa                | 10                          | 4                           | 4                           | 3                           | 147                         | 1er                         |
| 2000                        | 18                          | Augusto Farfus              | 9                           | 1                           | 1                           | 0                           | 46                          | 10e                         |
| 2000                        | 51                          | Jérôme Thiry                | 1                           | 0                           | 0                           | 0                           | 0                           | NC                          |
| 2000                        | 7                           | Michele Terruso             | 8                           | 0                           | 0                           | 0                           | 0                           | 56e                         |
| 2001                        | 1                           | Fausto Ippoliti             | 4                           | 0                           | 0                           | 0                           | 2                           | 29e                         |
| 2001                        | 3                           | Alessandro Vitacolonna      | 2                           | 0                           | 0                           | 0                           | 10                          | 23e                         |
| 2001                        | 54                          | Ronnie Quintarelli          | 1                           | 0                           | 0                           | 0                           | 20                          | 16e                         |
| 2001                        | 57                          | Mauro Massironi             | 2                           | 0                           | 0                           | 0                           | 6                           | 25e                         |
| 2001                        | 74                          | Paulo Bueno                 | 2                           | 0                           | 0                           | 0                           | 0                           | NC                          |
| 2001                        | 93                          | Marco Bonanomi              | 2                           | 0                           | 0                           | 0                           | 0                           | 33e                         |
| 2002                        | 11                          | Michele Rugolo              | 1                           |                             |                             |                             |                             |                             |
| 2002                        | 12                          | Michele Bartyan             | Toutes                      |                             |                             |                             |                             |                             |
| 2002                        | 18                          | Damien Pasini               | 2                           |                             |                             |                             |                             |                             |
| 2002                        | 19                          | Roberto Streit              | 9                           |                             |                             |                             |                             |                             |
| 2002                        | 36                          | Matteo Cressoni             | 4                           |                             |                             |                             |                             |                             |
| 2002                        | 37                          | José María López            | Toutes                      |                             |                             |                             |                             |                             |
| 2002                        | 58                          | Alessio Farnese             | 2                           |                             |                             |                             |                             |                             |
| 2003                        | 1                           | Marcello Puglisi            | Toutes                      |                             |                             |                             |                             |                             |
| 2003                        | 3                           | Pastor Maldonado            | Toutes                      |                             |                             |                             |                             |                             |
| 2003                        | 6                           | Damien Pasini               | 2                           |                             |                             |                             |                             |                             |
| 2003                        | 19                          | Esteban Guerrieri           | Toutes                      |                             |                             |                             |                             |                             |
| 2003                        | 37                          | Paolo Maria Nocera          | 6                           |                             |                             |                             |                             |                             |
| 2003                        | 42                          | Rafael Morgenstern          | 1                           |                             |                             |                             |                             |                             |